# Gloria Estefan

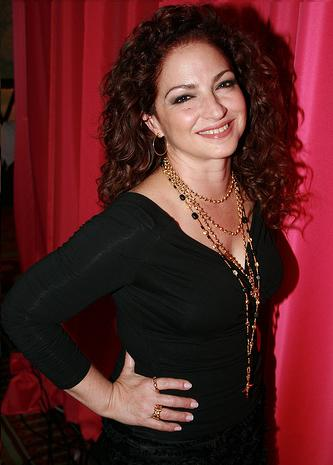
Gloria Estefan (2009)

Gloria Estefan [ˈɡloɾja esˈtefan] (* 1. September 1957 in Havanna als Gloria María Milagrosa Fajardo García) ist eine kubanoamerikanische Sängerin und Schauspielerin.

## Leben und Karriere
Estefan wurde 1957 als Tochter von Gloria García und José Fajardo geboren. Ihr Vater war Leibwächter der Frau des Diktators Fulgencio Batista. Estefans Großvater (mütterlicherseits) Leonardo García war von Pola de Siero in Spanien, wo er Estefans Großmutter geheiratet hatte, nach Kuba ausgewandert. In den Wirren der Revolution flohen die Eltern mit ihr im Alter von 16 Monaten in die Vereinigten Staaten nach Lafayette und ließen sich dann in Miami nieder. Später nahm der Vater als Hauptmann in einer Panzereinheit an der Invasion in der Schweinebucht teil, wurde gefangen genommen, aber wieder an die Vereinigten Staaten ausgeliefert. Die Familie lebte in eher ärmlichen Verhältnissen im kubanischen Stadtviertel Miamis. Der Vater trat in den amerikanischen Militärdienst ein und meldete sich freiwillig zum Vietnam-Krieg. Von dort kehrte er als Kriegsveteran nach langer Gefangenschaft, gesundheitlich und seelisch schwer angeschlagen, in die Vereinigten Staaten zurück. Gloria Estefan entschloss sich daraufhin, Psychologie zu studieren. Zu dieser Zeit besuchte sie die St. Michael-Archangel School und die „Our Lady of Lourdes“ Akademie in Miami. Estefans Mutter sorgte sich derweil um ihren kranken Vater. Ihre Mutter arbeitete zwischenzeitlich auch als Lehrerin in Miami. Gloria Estefan verließ die Universität in Miami 1979 mit einem Bachelor of Arts in Psychologie und Französisch. Während des Studiums arbeitete Estefan als Englisch-, Spanisch- und Französisch-Dolmetscherin beim Miami International Airport. Estefan wurde als Katholikin aufgezogen.
Auf einer Hochzeitsfeier lernte Estefan 1976 ihren späteren Mann, den kubanischen Landsmann Emilio Estefan junior, kennen. Sie heiratete ihn am 2. September 1978. Das Paar hat einen Sohn (* 1980) und eine Tochter (* 1994). Die Familie lebt auf Star Island in Miami Beach.
Außerdem lernte Estefan bei der Hochzeitsfeier 1976 Emilios Band „Miami Latin Boys“ kennen. Sie schloss sich ihnen an und sang neben ihrem Studium in der Band. Die Gruppe wurde ein Jahr später in Miami Sound Machine umbenannt. Sie veröffentlichten ihre Alben beim in Miami ansässigen Plattenlabel Audiofon Records. 1977 wurde mit Live Again Renacer ihr erstes Album veröffentlicht. Ihre ersten Alben enthielten spanische und englische Titel und fanden wenig Beachtung.
1980 unterschrieb die Gruppe einen Vertrag mit CBS International und veröffentlichte dort das Album Miami Sound Machine, wodurch die Popularität der Gruppe stieg. Größere Bekanntheit erlangte sie im Sommer 1984, als sie sich dem englischsprachigen Disco-Pop zuwandte: Dr. Beat wurde der erste größere Erfolg der Gruppe. Das Lied war auf dem weltweit erfolgreichen Album Eyes of Innonce enthalten. Das folgende Album Primitive Love (1985) enthält die US-Top-Ten-Hits Conga, Bad Boy und Words Get in the Way. Mit letzterem Titel bewies die Gruppe, dass sie sowohl mit Balladen als auch Popsongs erfolgreich sein kann. Für den Film Top Gun sang Estefan das Lied Hot Summer Nights.

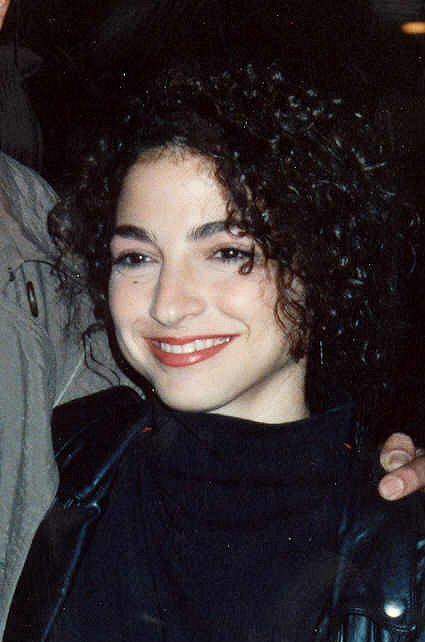
Estefan bei den Grammy Awards 1990

Mit den weltweit millionenfach verkauften Alben Let It Loose (1987) und Cuts Both Ways (1989) wurde aus der Gruppe zunächst Gloria Estefan & the Miami Sound Machine. Let It Loose enthält den US Nummer-eins-Hit Anything for You, die Top-Ten-Hits 1-2-3, Rhythm Is Gonna Get You und Can’t Stay Away from You. 1989 trat Gloria Estefan dann erstmals als Solointerpretin auf – sie wird aber bis heute von der Miami Sound Machine in wechselnder Besetzung bei ihren Konzerten begleitet.
Am 20. März 1990 wurde Estefan bei einem Verkehrsunfall schwer verletzt und erholte sich nur sehr langsam von den Unfallfolgen. Ihre Erfahrung verarbeitete sie anschließend in dem Album Into the Light (1991), von dem der US-Nummer-eins-Hit Coming Out of the Dark ausgekoppelt wurde.
Mitte 1993 kam dann mit Mi Tierra, einem Album mit rein spanischsprachigen Titeln, der absolute Durchbruch: über acht Millionen verkaufte Exemplare weltweit und ein Grammy. An den Erfolg konnte sie 1995 noch einmal mit Abriendo Puertas anknüpfen, wofür sie ihren zweiten Grammy erhielt.
Daneben hat Estefan sich aber auch weiter dem englischsprachigen Pop gewidmet. Im Herbst 1994 kam Hold Me, Thrill Me, Kiss Me heraus, eine Kompilation der Lieblingslieder der Sängerin. Mitte 1996 folgte Destiny mit dem Olympia-Thema Reach und 1998 Gloria mit diversen Erfolgen wie Oye mi canto und Heaven’s What I Feel.
Ihren ersten Kino-Auftritt hatte Estefan zusammen mit Meryl Streep in Music of the Heart (1999). Auf dem Soundtrack war sie zusammen mit *NSYNC beim Song Music of My Heart vertreten, ihr letzter US-Hit, der auch für einen Oscar nominiert war.
Silvester 1999 veranstaltete Estefan mit ihrer Familie als Millenniumsfeier ein Mammut-Konzert für ihr spanischsprachiges Album: Alma Caribeña (2000). Für das darauf erschienene Stück No me dejes de querer gab es im Jahr 2000 einen Latin Grammy als bestes Musikvideo.
Nach der Veröffentlichung des Albums Greatest Hits Vol. 2 (2001) wurde es etwas stiller um Estefan, die sich zwischenzeitlich auch erfolgreich als Kinderbuchautorin betätigt hat. Im Spätsommer 2003 erschien ihr Album Unwrapped, auf welchem sie überwiegend ursprünglich lateinamerikanische Arrangements als englischsprachige Titel präsentierte. Mit 90 Millas veröffentlichte sie im September 2007 ihr viertes ausschließlich spanischsprachiges Album.
Im Juni 2023 wurde sie als erste Latina in die Songwriters Hall of Fame aufgenommen.

## Stil und Bedeutung

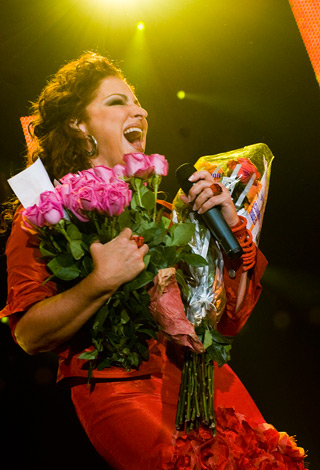
Estefan in Rotterdam (2008)

Estefan hat ihre musikalischen Wurzeln sowohl in der englischsprachigen Popmusik als auch in lateinamerikanischen Rhythmen.
Mit Conga entstand ein Misch-Genre, der sogenannte „Crossover-Latin-Pop“. Aus dem Album Primitive Love erreichten 3 Singles die Top Ten der US-Charts (Bad Boy und Words Get in the Way) und aus Let It Loose (1987) und Cuts Both Ways (1989) gingen ihre bis dahin größten kommerziellen Erfolge wie Anything for You (US Nr. 1), Don’t Wanna Lose You (US Nr. 1), 1 2 3 (US Nr. 3), Rhythm Is Gonna Get You (US Nr. 5), Here We Are (US Nr. 6), Can’t Stay Away from You, Get on Your Feet und Oye mi canto hervor.
Estefan ist in den Vereinigten Staaten zu einer wichtigen Pionierin lateinamerikanischer Musik geworden. Alle Liedtexte wurden für das amerikanische Publikum ins Englische übersetzt, in Abriendo Puertas werden zudem alle Rhythmen und Lieder den Hörern auf Englisch erklärt.
Ihr spanischsprachiges Album Alma Caribeña ist ein sogenanntes Konzeptalbum, in dem sich Gloria Estefan fast ausschließlich den langsamen Rhythmen Bolero und Bachata widmet. Trotzdem konnte Gloria Estefan nicht mehr an den Erfolg ihrer vorangegangenen Alben anknüpfen. Grund dafür ist vermutlich, dass das Album (mit Ausnahme von No me dejes de querer) weniger tanzbare Titel, aber dafür mehr Balladen enthält.
Im Titellied des gleichnamigen Albums Unwrapped bedient sich Gloria Estefan zum ersten Mal der andinen Kultur. Für das Musikvideo wurde dabei zum ersten Mal im großen Stil in den historischen Ruinen von Machu Picchu in Peru gedreht. Das Lied entspricht einem modernen Huayno. Text und Musik stammen vom peruanischen Komponist und Sänger Gianmarco Zignago.
Estefan fördert auch junge Talente, ein Beispiel dafür ist die brasilianische Musikgruppe Só Pra Contrariar. Durch die Zusammenarbeit wurde diese Gruppe im lateinamerikanischen Raum sehr bekannt und der Leadsänger Alexandre Pires ist mittlerweile ein erfolgreicher Solokünstler. Insbesondere der Song Santo, Santo, welcher 1999 auf dem Album Juegos de amor von Só Pra Contrariar mit Gloria Estefan veröffentlicht wurde, spielte dabei eine große Rolle. Der Song und das Video erklommen die Hitlisten im spanischsprachigen Raum, in Europa (außer Spanien) wurde der Song außer zu Testzwecken durch BMG nie veröffentlicht. Das änderte sich mit der aktuellen Kompilation Oye mi canto von Oktober 2006, wo dieses Lied erstmals offiziell auf einem Tonträger in ganz Europa erschienen ist.
Im November 2015 bekam Estefan von US-Präsident Barack Obama die Presidential Medal of Freedom verliehen. Im Jahr 2019 wurde sie, zusammen mit ihrem Mann Emilio, mit dem Library of Congress Gershwin Prize for Popular Song ausgezeichnet.

## Diskografie
Studioalben

| Jahr                                 | Titel                          | Höchstplatzierung, Gesamtwochen, AuszeichnungChartplatzierungen (Jahr, Titel, Platzierungen, Wochen, Auszeichnungen, Anmerkungen) | Höchstplatzierung, Gesamtwochen, AuszeichnungChartplatzierungen (Jahr, Titel, Platzierungen, Wochen, Auszeichnungen, Anmerkungen) | Höchstplatzierung, Gesamtwochen, AuszeichnungChartplatzierungen (Jahr, Titel, Platzierungen, Wochen, Auszeichnungen, Anmerkungen) | Höchstplatzierung, Gesamtwochen, AuszeichnungChartplatzierungen (Jahr, Titel, Platzierungen, Wochen, Auszeichnungen, Anmerkungen) | Höchstplatzierung, Gesamtwochen, AuszeichnungChartplatzierungen (Jahr, Titel, Platzierungen, Wochen, Auszeichnungen, Anmerkungen) | Anmerkungen                                                                                                 |
| Jahr                                 | Titel                          | DE | AT | CH | UK | US | Anmerkungen                                                                                                 |
| ------------------------------------ | ------------------------------ | --- | --- | --- | --- | --- | --- |
| Miami Sound Machine                  |                                | | | | | | |
|                                      |                                | | | | | | |
| 1977                                 | Renacer / Live Again           | — | — | — | — | — | Erstveröffentlichung: 1977                                                                                  |
| 1978                                 | Miami Sound Machine            | — | — | — | — | — | Erstveröffentlichung: 1978                                                                                  |
| 1979                                 | Imported                       | — | — | — | — | — | Erstveröffentlichung: 1979                                                                                  |
| 1980                                 | MSM                            | — | — | — | — | — | Erstveröffentlichung: 1980                                                                                  |
| 1981                                 | Otra Vez                       | — | — | — | — | — | Erstveröffentlichung: 1981                                                                                  |
| 1982                                 | Rio                            | — | — | — | — | — | Erstveröffentlichung: 1982                                                                                  |
| 1984                                 | A Toda Maquina                 | — | — | — | — | — | Erstveröffentlichung: 1984                                                                                  |
| 1984                                 | Eyes of Innocence              | — | — | — | — | US— GoldUS | Erstveröffentlichung: September 1984                                                                        |
| 1985                                 | Primitive Love                 | DE41 (5 Wo.)DE | — | — | — | US21 ×3Dreifachplatin · (75 Wo.)US                                                                                                | Erstveröffentlichung: 11. Juli 1985                                                                         |
| Gloria Estefan & Miami Sound Machine |                                | | | | | | |
|                                      |                                | | | | | | |
| 1987                                 | Let It Loose                   | DE57 (5 Wo.)DE | — | — | — | US6 ×3Dreifachplatin · (97 Wo.)US                                                                                                 | Erstveröffentlichung: 1. Juni 1987                                                                          |
| 1988                                 | Anything for You               | — | — | — | UK1 ×4Vierfachplatin · (54 Wo.)UK                                                                                                 | — | Erstveröffentlichung: 9. Juni 1988 Wiederveröffentlichung von "Let It Loose"                                |
| Gloria Estefan                       |                                | | | | | | |
|                                      |                                | | | | | | |
| 1989                                 | Cuts Both Ways                 | DE27 Gold · (44 Wo.)DE | — | CH13 Gold · (18 Wo.)CH | UK1 ×3Dreifachplatin · (64 Wo.)UK                                                                                                 | US8 ×3Dreifachplatin · (69 Wo.)US                                                                                                 | Erstveröffentlichung: 5. Juli 1989                                                                          |
| 1991                                 | Into the Light                 | DE19 (25 Wo.)DE | AT30 (1 Wo.)AT | CH6 (14 Wo.)CH | UK2 Platin · (36 Wo.)UK | US5 ×2Doppelplatin · (68 Wo.)US                                                                                                   | Erstveröffentlichung: 29. Januar 1991                                                                       |
| 1993                                 | Mi Tierra                      | DE59 (10 Wo.)DE | — | CH25 Gold · (8 Wo.)CH | UK11 (11 Wo.)UK | US27 ×6Sechsfachplatin (Latin) + Platin (Standard) · (46 Wo.)US                                                                   | Erstveröffentlichung: 22. Juni 1993 Grammy (Best Tropical Latin Performance)                                |
| 1993                                 | Christmas Through Your Eyes    | — | — | — | — | US43 Platin · (8 Wo.)US | Erstveröffentlichung: 28. September 1993                                                                    |
| 1994                                 | Hold Me, Thrill Me, Kiss Me    | DE90 (3 Wo.)DE | — | CH40 (7 Wo.)CH | UK5 Platin · (19 Wo.)UK | US9 ×2Doppelplatin · (44 Wo.)US                                                                                                   | Erstveröffentlichung: 14. Oktober 1994                                                                      |
| 1995                                 | Abriendo puertas               | — | — | CH16 (8 Wo.)CH | UK70 (1 Wo.)UK | US67 ×6Sechsfachplatin (Latin) + Gold (Standard) · (16 Wo.)US                                                                     | Erstveröffentlichung: 9. Oktober 1995 Grammy (Best Tropical Latin Performance)                              |
| 1996                                 | Destiny                        | DE35 (14 Wo.)DE | AT24 (12 Wo.)AT | CH15 (17 Wo.)CH | UK12 Silber · (9 Wo.)UK | US23 Platin · (40 Wo.)US | Erstveröffentlichung: 4. Juni 1996                                                                          |
| 1998                                 | gloria!                        | DE34 (10 Wo.)DE | — | CH12 (14 Wo.)CH | UK16 (4 Wo.)UK | US23 Gold · (16 Wo.)US | Erstveröffentlichung: 30. Mai 1998                                                                          |
| 1998                                 | VH1 Divas Live                 | DE39 (10 Wo.)DE | AT11 (12 Wo.)AT | CH11 (14 Wo.)CH | — | US21 (20 Wo.)US | Erstveröffentlichung: Oktober 1998 mit Mariah Carey, Shania Twain, Carole King Aretha Franklin, Céline Dion |
| 2000                                 | Alma Caribeña – Caribbean Soul | DE18 (18 Wo.)DE | AT50 (1 Wo.)AT | CH9 (16 Wo.)CH | UK44 (1 Wo.)UK | US50 ×4Vierfachplatin (Latin) + Gold (Standard) · (9 Wo.)US                                                                       | Erstveröffentlichung: 14. Mai 2000 Grammy (Best Tropical Latin Performance)                                 |
| 2003                                 | Unwrapped                      | DE26 (11 Wo.)DE | — | CH2 Platin · (30 Wo.)CH | — | US39 (5 Wo.)US | Erstveröffentlichung: 22. September 2003                                                                    |
| 2007                                 | 90 Millas                      | DE46 (2 Wo.)DE | — | CH4 (10 Wo.)CH | — | US25 (7 Wo.)US | Erstveröffentlichung: 17. September 2007                                                                    |
| 2011                                 | Miss Little Havana             | — | — | — | — | US28 (3 Wo.)US | Erstveröffentlichung: 27. September 2011                                                                    |
| 2013                                 | The Standards                  | — | — | — | UK66 (1 Wo.)UK | US20 (6 Wo.)US | Erstveröffentlichung: 6. September 2013                                                                     |
| 2020                                 | Brazil305                      | — | — | CH47 (1 Wo.)CH | — | — | Erstveröffentlichung: 13. August 2020                                                                       |

grau schraffiert: keine Chartdaten aus diesem Jahr verfügbar

## Filmografie (Auswahl)
- 1986: Club Med (Fernsehserie, eine Episode)
- 1989: Postcard from Miami with Clive James (Fernsehserie, eine Episode)
- 1993: The Hypnotic World of Paul McKenna (Fernsehfilm)
- 1999: Music of the Heart
- 2000: Little Angelita
- 2000: For Love or Country: The Arturo Sandoval Story (Fernsehfilm)
- 2000: Frasier (Fernsehserie, Episode Something About Dr. Mary)
- 2003: Famous: The Making of Unwrapped (Dokumentation)
- 2005: A Capitol Fourth (Fernsehfilm)
- 2007: 90 Millas Documentary (Dokumentation)
- 2008: Marley & Me
- 2009: G-Force – Agenten mit Biss (G-Force)
- 2009: Kathy Griffin: My Life on the D-List (Fernsehserie, Episode Rosie and Gloria and Griffin … Oh My!)
- 2010: Recording: The History of Recorded Music (Dokumentation)
- 2010: The Marriage Ref (Fernsehserie, eine Episode)
- 2012, 2015: Glee (2 Episoden)
- 2016: Jane the Virgin (Fernsehserie, Episode Chapter Forty Seven)
- 2021: Rita Moreno: Just a Girl Who Decided to Go for It (Dokumentarfilm)
- 2021: Vivo – Voller Leben (Vivo, Animationsfilm, Rolle und Stimme)
- 2022: Father of the Bride

## Andere geschäftliche Betätigungen

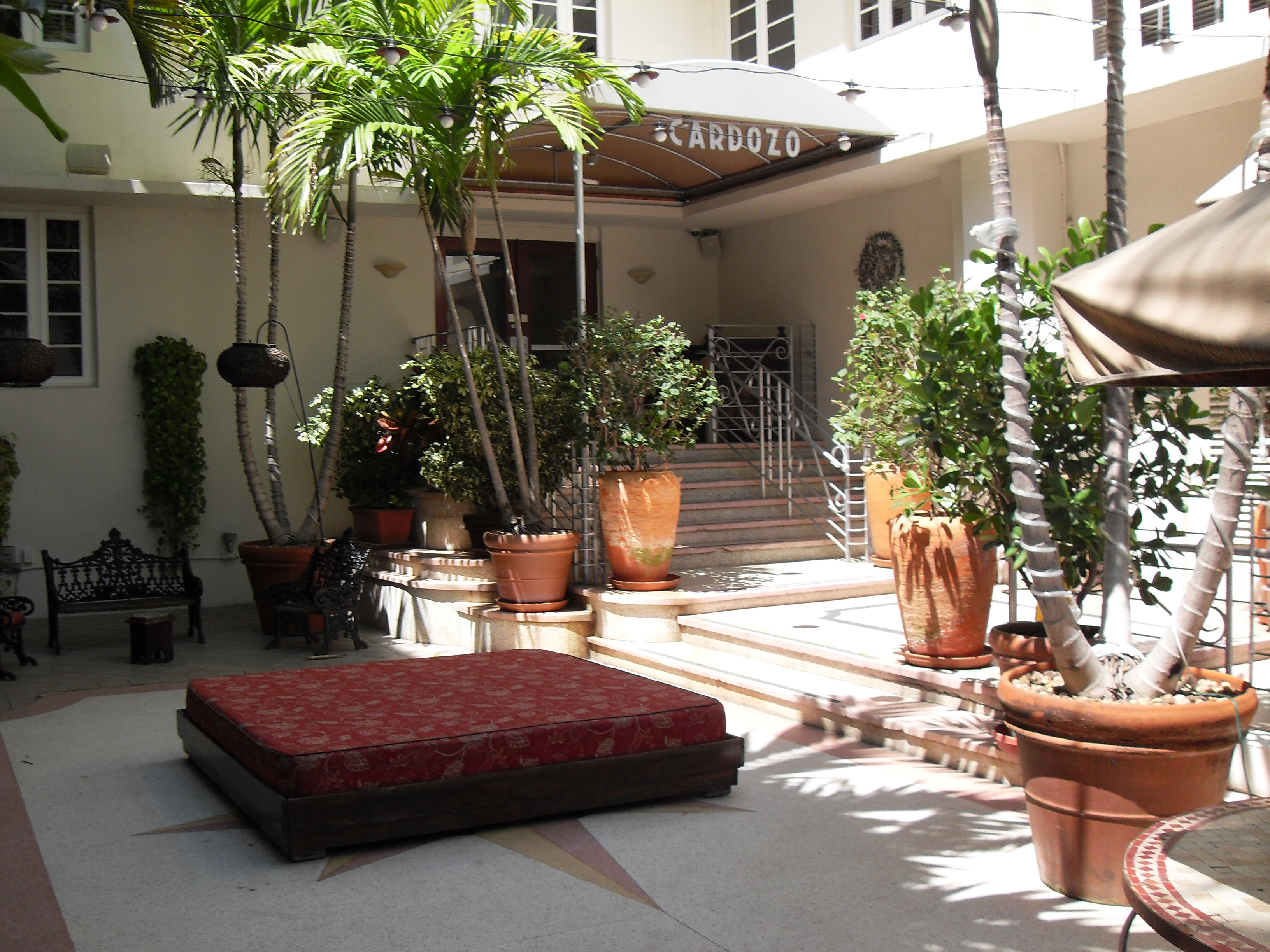
The Cardozo Hotel am Ocean Drive in Miami Beach, Florida

Estefan ist zusammen mit ihrem Mann Eigentümer von mehreren Unternehmen, unter anderem sieben kubanischen Restaurants. Die Restaurants befinden sich in Miami, Miami Beach, Downtown Miami, in der American Airlines Arena, in Orlando, Mexiko-Stadt und Puerto Vallarta (Mexiko). Außerdem gehören ihnen zwei Hotels, das Costa d’Este in Vero Beach und das Cardozo in Miami Beach. Dazu gehören ihnen Anteile des in Miami ansässigen Footballteams Miami Dolphins.

## Bücher
- The Magically Mysterious Adventures of Noelle the Bulldog (2005), ISBN 0-06-082623-1.
- Noelle’s Treasure Tale: A New Magically Mysterious Adventure (2006)
- Estefan’s Kitchen (2008)